# 6 Heures de Fuji 2014
Navigation
Édition précédente Édition suivante
Les 6 Heures de Fuji 2014 se déroulent dans le cadre du Championnat du monde d'endurance FIA 2014, le 12 octobre 2014 sur le Fuji Speedway à Oyama au Japon. Elles sont remportées par la Toyota TS040 Hybrid du Toyota Racing, pilotée par Sébastien Buemi et Anthony Davidson, qui s'était élancée en tête.

## Circuit

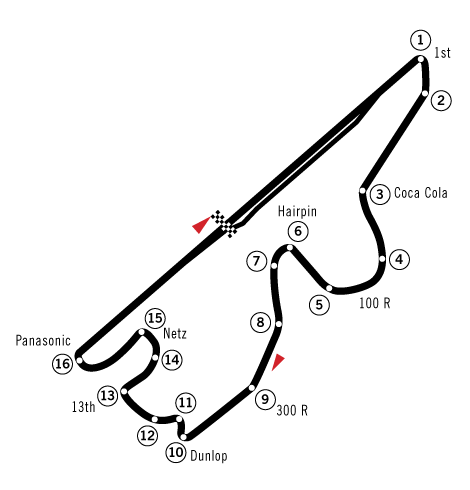
Le Fuji Speedway, cadre des 6 Heures de Fuji 2014.

Les 6 Heures de Fuji 2014 se déroulent sur le Fuji Speedway, circuit situé au Japon. Il est composé d'une longue ligne droite de 1,5 km ainsi que de 16 virages, certains étant franchis à basse vitesse comme la chicane Dunlop. Ce circuit est célèbre car il a accueilli la Formule 1.

## Qualifications
Voici le classement officiel au terme des qualifications. Les premiers de chaque catégorie sont signalés par un fond jauni.
| Position | Catégorie | Équipe                     | Temps          | Grille |
| -------- | --------- | -------------------------- | -------------- | ------ |
| 1        | LMP1-H    | n° 8 Toyota Racing         | 1 min 26 s 886 | 1      |
| 2        | LMP1-H    | n° 20 Porsche Team         | 1 min 26 s 929 | 2      |
| 3        | LMP1-H    | n° 14 Porsche Team         | 1 min 27 s 306 | 3      |
| 4        | LMP1-H    | n° 7 Toyota Racing         | 1 min 27 s 437 | 4      |
| 5        | LMP1-H    | n° 2 Audi Sport Team Joest | 1 min 28 s 118 | 5      |
| 6        | LMP1-H    | n° 1 Audi Sport Team Joest | 1 min 28 s 165 | 6      |
| 7        | LMP1-L    | n° 12 Rebellion Racing     | 1 min 31 s 751 | 7      |
| 8        | LMP1-L    | n° 13 Rebellion Racing     | 1 min 32 s 245 | 8      |
| 9        | LMP2      | n° 26 G-Drive Racing       | 1 min 33 s 062 | 12     |
| 10       | LMP2      | n° 47 KCMG                 | 1 min 33 s 847 | 9      |
| 11       | LMP2      | n° 27 SMP Racing           | 1 min 34 s 328 | 10     |
| 12       | LMP2      | n° 37 SMP Racing           | 1 min 35 s 006 | 11     |
| 13       | LMP1-L    | n° 9 Lotus                 | 1 min 35 s 414 | 13     |
| 14       | LMGTE Pro | n° 99 Aston Martin Racing  | 1 min 39 s 686 | 14     |
| 15       | LMGTE Pro | n° 97 Aston Martin Racing  | 1 min 40 s 031 | 15     |
| 16       | LMGTE Pro | n° 92 Porsche Team Manthey | 1 min 40 s 145 | 16     |
| 17       | LMGTE Pro | n° 71 AF Corse             | 1 min 40 s 171 | 17     |
| 18       | LMGTE Pro | n° 51 AF Corse             | 1 min 40 s 200 | 18     |
| 19       | LMGTE Am  | n° 98 Aston Martin Racing  | 1 min 40 s 230 | 19     |
| 20       | LMGTE Pro | n° 91 Porsche Team Manthey | 1 min 40 s 283 | 20     |
| 21       | LMGTE Am  | n° 81 AF Corse             | 1 min 40 s 624 | 21     |
| 22       | LMGTE Am  | n° 95 Aston Martin Racing  | 1 min 40 s 638 | 22     |
| 23       | LMGTE Am  | n° 61 AF Corse             | 1 min 40 s 676 | 23     |
| 24       | LMGTE Am  | n° 75 Prospeed Competition | 1 min 40 s 830 | 24     |
| 25       | LMGTE Am  | n° 88 Proton Competition   | 1 min 40 s 995 | 25     |
| 26       | LMGTE Am  | n° 90 8Star Motorsports    | 1 min 41 s 019 | 26     |
| –        | LMP2      | n° 35 OAK Racing           | Pas de temps   | 27     |

## Résultats
Voici le classement officiel au terme de la course.
- Les vainqueurs de chaque catégorie sont signalés par un fond jauni.
- Pour la colonne Pneus, il faut passer le curseur au-dessus du modèle pour connaître le manufacturier de pneumatiques.

| Position | Catégorie | n° | Équipe                | Pilotes                                               | Châssis                          | Pneus | Tours |
| Position | Catégorie | n° | Équipe                | Pilotes                                               | Moteur                           | Pneus | Tours |
| -------- | --------- | -- | --------------------- | ----------------------------------------------------- | -------------------------------- | ----- | ----- |
| 1        | LMP1-H    | 8  | Toyota Racing         | Anthony Davidson Sébastien Buemi                      | Toyota TS040 Hybrid              | M     | 236   |
| 1        | LMP1-H    | 8  | Toyota Racing         | Anthony Davidson Sébastien Buemi                      | Toyota 3.7 L V8                  | M     | 236   |
| 2        | LMP1-H    | 7  | Toyota Racing         | Alexander Wurz Stéphane Sarrazin Kazuki Nakajima      | Toyota TS040 Hybrid              | M     | 236   |
| 2        | LMP1-H    | 7  | Toyota Racing         | Alexander Wurz Stéphane Sarrazin Kazuki Nakajima      | Toyota 3.7 L V8                  | M     | 236   |
| 3        | LMP1-H    | 20 | Porsche Team          | Timo Bernhard Brendon Hartley Mark Webber             | Porsche 919 Hybrid               | M     | 235   |
| 3        | LMP1-H    | 20 | Porsche Team          | Timo Bernhard Brendon Hartley Mark Webber             | Porsche 2.0 L Turbo V4           | M     | 235   |
| 4        | LMP1-H    | 14 | Porsche Team          | Marc Lieb Romain Dumas Neel Jani                      | Porsche 919 Hybrid               | M     | 234   |
| 4        | LMP1-H    | 14 | Porsche Team          | Marc Lieb Romain Dumas Neel Jani                      | Porsche 2.0 L Turbo V4           | M     | 234   |
| 5        | LMP1-H    | 1  | Audi Sport Team Joest | Tom Kristensen Loïc Duval Lucas di Grassi             | Audi R18 e-tron quattro          | M     | 234   |
| 5        | LMP1-H    | 1  | Audi Sport Team Joest | Tom Kristensen Loïc Duval Lucas di Grassi             | Audi TDI 4.0 L Turbo V6 (Diesel) | M     | 234   |
| 6        | LMP1-H    | 2  | Audi Sport Team Joest | André Lotterer Marcel Fässler Benoît Tréluyer         | Audi R18 e-tron quattro          | M     | 233   |
| 6        | LMP1-H    | 2  | Audi Sport Team Joest | André Lotterer Marcel Fässler Benoît Tréluyer         | Audi TDI 4.0 L Turbo V6 (Diesel) | M     | 233   |
| 7        | LMP2      | 26 | G-Drive Racing        | Roman Rusinov Olivier Pla Julien Canal                | Ligier JS P2                     | D     | 219   |
| 7        | LMP2      | 26 | G-Drive Racing        | Roman Rusinov Olivier Pla Julien Canal                | Nissan VK45DE 4.5 L V8           | D     | 219   |
| 8        | LMP2      | 47 | KCMG                  | Matthew Howson Richard Bradley Alexandre Imperatori   | Oreca 03R                        | D     | 219   |
| 8        | LMP2      | 47 | KCMG                  | Matthew Howson Richard Bradley Alexandre Imperatori   | Nissan VK45DE 4.5 L V8           | D     | 219   |
| 9        | LMP2      | 35 | OAK Racing            | Keiko Ihara Gustavo Yacamán Alex Brundle              | Morgan LMP2                      | D     | 216   |
| 9        | LMP2      | 35 | OAK Racing            | Keiko Ihara Gustavo Yacamán Alex Brundle              | Judd HK 3.6 L V8                 | D     | 216   |
| 10       | LMP2      | 27 | SMP Racing            | Sergey Zlobin Maurizio Mediani Nicolas Minassian      | Oreca 03R                        | M     | 215   |
| 10       | LMP2      | 27 | SMP Racing            | Sergey Zlobin Maurizio Mediani Nicolas Minassian      | Nissan VK45DE 4.5 L V8           | M     | 215   |
| 11       | LMP1-L    | 13 | Rebellion Racing      | Dominik Kraihamer Andrea Belicchi Fabio Leimer        | Rebellion R-One                  | M     | 215   |
| 11       | LMP1-L    | 13 | Rebellion Racing      | Dominik Kraihamer Andrea Belicchi Fabio Leimer        | Toyota RV8KLM 3.4 L V8           | M     | 215   |
| 12       | LMP2      | 37 | SMP Racing            | Kirill Ladygin Anton Ladygin Viktor Shaitar           | Oreca 03R                        | M     | 212   |
| 12       | LMP2      | 37 | SMP Racing            | Kirill Ladygin Anton Ladygin Viktor Shaitar           | Nissan VK45DE 4.5 L V8           | M     | 212   |
| 13       | LMGTE Pro | 51 | AF Corse              | Gianmaria Bruni Toni Vilander                         | Ferrari 458 Italia GT2           | M     | 208   |
| 13       | LMGTE Pro | 51 | AF Corse              | Gianmaria Bruni Toni Vilander                         | Ferrari 4.5 L V8                 | M     | 208   |
| 14       | LMGTE Pro | 71 | AF Corse              | Davide Rigon James Calado                             | Ferrari 458 Italia GT2           | M     | 208   |
| 14       | LMGTE Pro | 71 | AF Corse              | Davide Rigon James Calado                             | Ferrari 4.5 L V8                 | M     | 208   |
| 15       | LMGTE Pro | 99 | Aston Martin Racing   | Darryl O'Young Alex MacDowall Fernando Rees           | Aston Martin V8 Vantage GTE      | M     | 208   |
| 15       | LMGTE Pro | 99 | Aston Martin Racing   | Darryl O'Young Alex MacDowall Fernando Rees           | Aston Martin 4.5 L V8            | M     | 208   |
| 16       | LMGTE Pro | 91 | Porsche Team Manthey  | Jörg Bergmeister Richard Lietz                        | Porsche 911 RSR (991)            | M     | 207   |
| 16       | LMGTE Pro | 91 | Porsche Team Manthey  | Jörg Bergmeister Richard Lietz                        | Porsche 4.0 L Flat-6             | M     | 207   |
| 17       | LMGTE Am  | 95 | Aston Martin Racing   | David Heinemeier Hansson Kristian Poulsen Nicki Thiim | Aston Martin V8 Vantage GTE      | M     | 207   |
| 17       | LMGTE Am  | 95 | Aston Martin Racing   | David Heinemeier Hansson Kristian Poulsen Nicki Thiim | Aston Martin 4.5 L V8            | M     | 207   |
| 18       | LMGTE Am  | 98 | Aston Martin Racing   | Paul Dalla Lana Pedro Lamy Christoffer Nygaard        | Aston Martin V8 Vantage GTE      | M     | 207   |
| 18       | LMGTE Am  | 98 | Aston Martin Racing   | Paul Dalla Lana Pedro Lamy Christoffer Nygaard        | Aston Martin 4.5 L V8            | M     | 207   |
| 19       | LMGTE Am  | 75 | Prospeed Competition  | François Perrodo Matthieu Vaxivière Emmanuel Collard  | Porsche 911 RSR (991)            | M     | 204   |
| 19       | LMGTE Am  | 75 | Prospeed Competition  | François Perrodo Matthieu Vaxivière Emmanuel Collard  | Porsche 4.0 L Flat-6             | M     | 204   |
| 20       | LMGTE Am  | 88 | Proton Competition    | Christian Ried Klaus Bachler Khaled Al Qubaisi        | Porsche 911 RSR (991)            | M     | 204   |
| 20       | LMGTE Am  | 88 | Proton Competition    | Christian Ried Klaus Bachler Khaled Al Qubaisi        | Porsche 4.0 L Flat-6             | M     | 204   |
| 21       | LMGTE Pro | 97 | Aston Martin Racing   | Darren Turner Stefan Mücke                            | Aston Martin V8 Vantage GTE      | M     | 204   |
| 21       | LMGTE Pro | 97 | Aston Martin Racing   | Darren Turner Stefan Mücke                            | Aston Martin 4.5 L V8            | M     | 204   |
| 22       | LMGTE Am  | 61 | AF Corse              | Bret Curtis Mike Skeen Jeroen Bleekemolen             | Ferrari 458 Italia GT2           | M     | 203   |
| 22       | LMGTE Am  | 61 | AF Corse              | Bret Curtis Mike Skeen Jeroen Bleekemolen             | Ferrari 4.5 L V8                 | M     | 203   |
| 23       | LMGTE Pro | 92 | Porsche Team Manthey  | Patrick Pilet Frédéric Makowiecki                     | Porsche 911 RSR (991)            | M     | 202   |
| 23       | LMGTE Pro | 92 | Porsche Team Manthey  | Patrick Pilet Frédéric Makowiecki                     | Porsche 4.0 L Flat-6             | M     | 202   |
| 24       | LMP1-L    | 12 | Rebellion Racing      | Nicolas Prost Nick Heidfeld Mathias Beche             | Rebellion R-One                  | M     | 179   |
| 24       | LMP1-L    | 12 | Rebellion Racing      | Nicolas Prost Nick Heidfeld Mathias Beche             | Toyota RV8KLM 3.4 L V8           | M     | 179   |
| ABD      | LMP1-L    | 9  | Lotus                 | Christophe Bouchut James Rossiter Pierre Kaffer       | CLM P1/01                        | M     | 181   |
| ABD      | LMP1-L    | 9  | Lotus                 | Christophe Bouchut James Rossiter Pierre Kaffer       | AER P60 Turbo V6                 | M     | 181   |
| ABD      | LMGTE Am  | 81 | AF Corse              | Stephen Wyatt Michele Rugolo Andrea Bertolini         | Ferrari 458 Italia GT2           | M     | 169   |
| ABD      | LMGTE Am  | 81 | AF Corse              | Stephen Wyatt Michele Rugolo Andrea Bertolini         | Ferrari 4.5 L V8                 | M     | 169   |
| ABD      | LMGTE Am  | 90 | 8Star Motorsports     | Jeff Segal Paolo Ruberti Gianluca Roda                | Ferrari 458 Italia GT2           | M     | 64    |
| ABD      | LMGTE Am  | 90 | 8Star Motorsports     | Jeff Segal Paolo Ruberti Gianluca Roda                | Ferrari 4.5 L V8                 | M     | 64    |